# تأويلات الاحتمال
استُخدمت كلمة الاحتمال بطرق مختلفة منذ تطبيقها لأول مرة على الدراسة الرياضية للعب الحظ. هل يقيس الاحتمال القابلية لحدوث شيء ما فعليًا أم أنه يقيس مدى قوة اعتقاد المرء أنه سيحدث أم أنه يشمل هذين العنصرين؟ للإجابة على مثل هذه الأسئلة يؤول الرياضيون قيم الاحتمال لنظرية الاحتمال.
توجد فئتان كبيرتان لتأويلات الاحتمال التي يمكن أن يُطلق عليها احتمالات «مادية» و«استدلالية». الاحتمالات المادية، التي يطلق عليها أيضًا احتمالات موضوعية أو احتمالات تكرارية، مرتبطة بالأنظمة المادية العشوائية مثل عجلات الروليت ورمي النرد والذرات المشعة. في مثل هذه الأنظمة، يميل نوع معين من الأحداث (كأن يعطي النرد رقم ستة) إلى أن يتكرر بمعدل ثابت، أو «بتردد نسبي»، الاحتمالات المادية إما أنها تفسر أو تُذكر كي تفسر هذه الترددات الثابتة. النوعان الرئيسيان لنظرية الاحتمال المادي هما حسابات ترددية (مثل حسابات فين ورايشنباخ وفون ميزز) وحسابات النزوع (مثل حسابات بوبر وميلر وغيير وفتزر).
يمكن أن يُحدد الاحتمال الاستدلالي، الذي يطلق عليه أيضًا احتمال بايزن، لأي قضية مهما كانت، حتى عندما لا يتضمن الأمر عمليات عشوائية، كطريقة لتمثيل معقوليته الذاتية، أو الدرجة التي يعتمد بها الادعاء على الدلائل المتاحة. في معظم الحسابات، تُعتبر الاحتمالات الاستدلالية درجات للاعتقاد محددة من حيث التنظيمات للرهان على احتمالات معينة. التأويلات الاستدلالية الأربعة الرئيسية هي التأويل الكلاسيكي (تأويل لابلاس)، والتأويل الذاتي (لفينيتي وسافاج)، والتأويل المعرفي أو الاستقرائي (رامزي، وكوكس) والتأويل المنطقي (كينيس وكارناب). هناك أيضًا تأويلات استدلالية للاحتمالات التي تتناول المجموعات وغالبًا ما يطلق عليها «ذاتية مشتركة» (اقترحت بواسطة غيليز وروبوتوم).
ترتبط بعض تأويلات الاحتمال بوسائل الاستدلال الإحصائي بما فيها نظرية التقدير ونظرية اختبار الفرضيات. يسير على التأويل المادي على سبيل المثال، أتباع الوسائل الإحصائية التكرارية، مثل رونالد فيشر وجيرزي نيمان وإيجون بيرسون. بينما يعتبر الإحصائيون من مدرسة بايزن المعاكسة حسابات الاحتمالات الاستدلالية صالحة وضرورية في الإحصاء مع قبولهم عادة لوجود الاحتمالات المادية وأهميتها. لكن هذا المقال يركز على تأويلات الاحتمال أكثر من نظريات الاستدلال الإحصائي.

مصطلحات هذا الموضوع مربكة إلى حد ما، من جانب لأن الاحتمالات تُدرَّس في مختلف المجالات الأكاديمية. كلمة «تكراري» محيرة للغاية. فبالنسبة إلى الفلاسفة تشير الكلمة إلى نظرية معينة للاحتمالات المادية، وهي نظرية زائلة إلى حد ما. على الجانب الآخر، بالنسبة إلى العلماء، «احتمال تكراري» هي فقط اسم آخر للاحتمال المادي (أو الموضوعي). يرى أولئك الذين يدعمون استدلال بايزين «الإحصاء التكرارية» كطريقة للاستدلال الإحصائي التي تتعرف فقط على الاحتمالات المادية. وكذلك كلمة «موضوعي» عندما تطبق على الاحتمالات، أحيانًا تعني بالضبط ما تعنيه كلمة «مادي» هنا، لكنها تستخدم أيضًا للاحتمالات الاستدلالية التي تحكمها القيود المنطقية مثل الاحتمالات المنطقية والمعرفية.
«يُتفق بالإجماع أن الإحصاء تعتمد على الاحتمالات بطريقة ما. لكن في ما يتعلق بما هي الاحتمالات وكيفية ارتباطها بالإحصاء،  نادراً ما كان هناك مثل هذا الخلاف التام وانهيار الاتصالات منذ برج بابل. مما لا شك فيه، أن جزءً كبيرًا من الخلاف هو مجرد مصطلحات وسيختفي تحت تحليل ذكي بما فيه الكفاية»